# Pilea bissei
Pilea bissei är en nässelväxtart som beskrevs av I.A. Grudzinskaja. Pilea bissei ingår i släktet pileor, och familjen nässelväxter. Inga underarter finns listade i Catalogue of Life.